# Alster (Zweden)
Alster is een plaats in de gemeente Karlstad in het landschap Värmland en de provincie Värmlands län in Zweden. De plaats heeft 571 inwoners (2005) en een oppervlakte van 84 hectare.

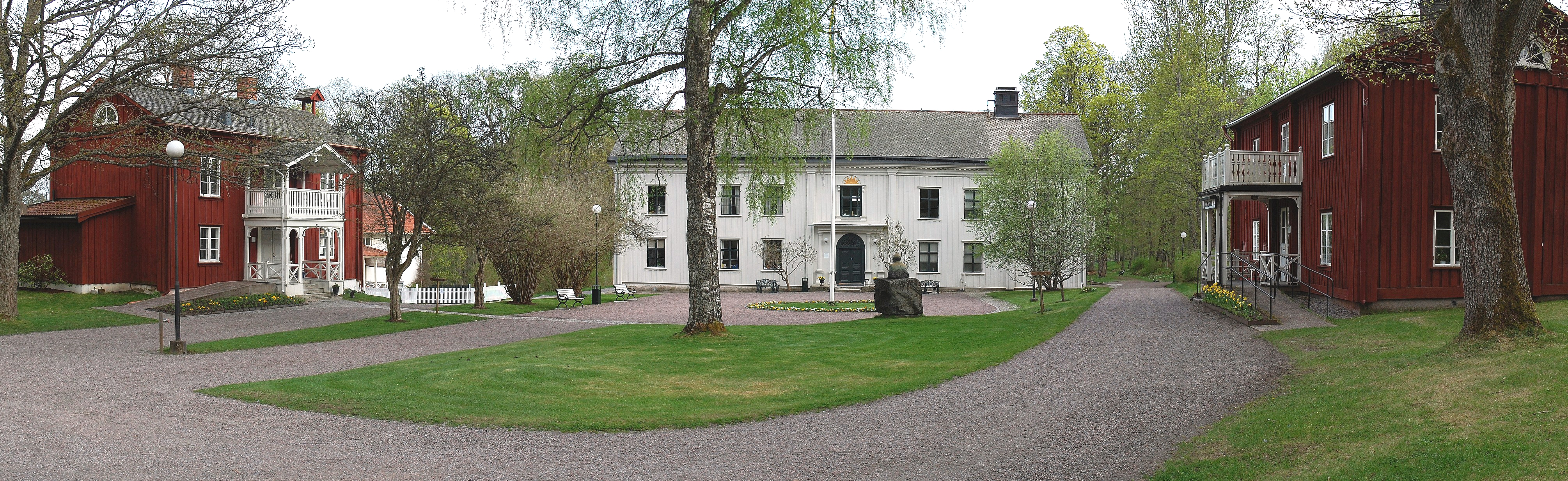
Herenhuis Alster